# Palfuria spirembolus
Palfuria spirembolus là một loài nhện trong họ Zodariidae.
Loài này thuộc chi Palfuria. Palfuria spirembolus được Szüts & Rudy Jocqué miêu tả năm 2001.